# Историја Белорусије
Територија која данас припада Белорусији освајана је у више наврата, прелазећи из руке у руку. У средњем веку ова област је била под управом Литванаца и Пољака. После треће поделе Пољске, Белорусија улази у састав Русије. По завршетку Првог светског рата, западни део Белорусије је припао Пољској, источни је постао совјетска република. После Другог светског рата, Совјети проширују тадашњу Белоруску ССР. Независност је стекла 1991.

## Праисторија и рана историја
Археолошка открића показују да је садашња Белорусија имала људске насеобине током палеолита и неолита.
Модерни белоруски народ је вероватно настао на основу три словенска племена — Кривича, Дреговича и Радимича — као и неколико балтичких племена.

## Насељавање Словена
Словени насељавају простору данашње Белорусије између 6. и 8. века. Тадашњи Источни Словени сусрећу се с Варјазима и оснивају прву велику државу источне Европе — Кијевску Русију. У саставу те државе налазиле су се и кнежевине чија су средишта била у данашњим белоруским градовима као што је Полоцк, Минск, Турав и Пинск.
У 13. веку након монголске провале у којем је Кијев био до темеља уништен, Кијевска Русија се распала на неколико кнежевина, а кнежевине које су се налазиле на подручју Белорусије, ушле су у посед Велике кнежевине Литваније. Полоцка и Турово-пинска кнежевина су припојене Литванији у 13. веку, док је Минску кнежевину освојио литвански кнез Гедимин у току 15. века. До 15. века, та кнежевина ће се нагло проширити на источну Европу и обухватити простор од Балтичког до Црног мора. Источнословенски варијетет језика, на који је постепено утицао пољски, био је језик администрације у Великој кнежевини Литванији од барем Витолдове владавине до касног 17. века када је замењен пољским.
Пољска и Литванија склапају персоналну унију 1386. године, чиме белоруске земље улазе у састав Пољске. Нешто касније 1569, долази и до сједињења две државе које отада чине Пољско-литванијску унију. Мајским уставом из 1791. (сматра се првим европским модерним уставом), Пољска укида све дотадашње поделе на кнежевине и све уједињује под називом Краљевина Пољска. Но убрзо, већ 1795. Русија, Аустрија и Пруска међусобно деле Пољску, присиливши последњег пољског краља Станислава II Августа на абдикацију. Белоруске земље су припале Русији у склопу које ће се задржати све до њеног распада 1917.
Под руском управом, територија Белорусије била је подељена на губерније Минск, Витепск, Могиљов и Гродно. Белоруси су били активни у герилском покрету против Наполеонове окупације. Наполеоновим поразом, Белорусија је поново постала део царске Русије, а њене губерније су чиниле део Северозападног краја. Устанке племства који су тражили независност 1830. и 1863. године су угушиле владине снаге.
Иако су под Николајем I и Александром III националне културе биле потиснуте због политике деполонизације и русификације, која је укључивала и повратак православљу, 19. век означава успон модерне белоруске нације и самопоуздања. Бројни аутори су почели да објављују на белоруском језику. Калиновски је 1862-1863. објавио прве новине на савременом белоруском језику, Mużyckaja prauda (Сељачка истина), латиничним писмом.
У другој половини 19. века, белоруска привреда, као и европска, доживљава значајан раст услед ширења индустријске револуције на Источну Европу, посебно након изградње железнице крајем 19. века када белоруски градови постају значајни индустријски центри.

## XX век
Током Првог светског рата, земља се налази под немачком окупацијом. Први пута су Белоруси прогласили своју независност 25. марта 1918. прогласивши Белоруску Народну Републику. Но убрзо ће, као резултат окупације Црвене армије, 1. јануара 1919. бити проглашена Социјалистичка Совјетска Република Белорусија (касније преименована у Белоруска Совјетска Социјалистичка Република) која ће у децембру 1922. ући у састав Совјетског Савеза.
Западна Бјелорусија, сходно договору у Риги је припала Пољској, а биће јој враћена 1939. Хитлеровим и Стаљиновим договором о подели Пољске. Двадесете године 20. века, године су убрзане индустријализације земље и развијања пољопривреде, но такође то су и године наставка присилне русификације. Десетине хиљада грађана Белорусије, укључујући интелигенцију, културну и књижевну елиту, па све до обичних сељака који су се противили Стаљиновој идеји колективизације били су осуђени на стрељање или су послани на робију у Сибир.

## Други светски рат
Од самог почетка Другог светског рата, Белорусију су окупирале снаге Нацистичке Немачке, које ће задржати власт све до 1945. Велики део земље је страдао у рату заједно са великим делом становништва које је било убијено за време немачке инвазије. Јеврејско становништво је такође уништено током холокауста. Тек је 1971. године Белорусија достигла прератни број становника, док се јеврејско становништво никад није опоравило. Након рата, Белорусија је била једна од 51 потписника Повеље о оснивању Уједињених нација.
Обнова која је уследила одмах након рата, донела је силан напредак Совјетском Савезу и у то је време уз Украјину, Белорусија била најразвијеније индустријско средиште Совјетског Савеза. Отварање нових радних места подстакло је и повећање броја имиграната из Русије. Током Стаљинове владавине, русификација је била изразито снажна и на кључним местима у Совјетској Белорусији налазили су се искључиво Руси из разних крајева Совјетског Савеза. Службена употреба белоруског језика, заједно с белоруском традицијом била је такође ограничавана од стране Москве (иако је данас белоруски уз руски службени језик у држави, готово сви користе искључиво руски језик). И након Стаљинове смрти 1953, његов наследник Никита Хрушчов наставио је са идејом русификације, па је чак и једном приликом изјавио у Минску: „Што пре сви проговоримо руски, пре ћемо изградити комунизам”.
Када је 26. априла 1986. дошло до експлозије на нуклеарној електрани недалеко од Чернобиља у сусједној Украјини, Белорусија је претрпела голему штету, јер се радијација ширила управо преко њене територије. У то време је Михаил Горбачов покренуо Перестројку, а у децембру те исте 1986. белоруски грађани су му предали петицију у којој су навели да њихова култура и традиција нестаје пред наметнутом русификацијом. Тај догађај је међу историчарима остао запамћен као „културни Чернобиљ”.
У јуну 1988, пронађена је масовна гробница из доба Стаљинове страховладе у шумовитом пределу Курапату. Неки сматрају да је та гробница кључни доказ намере совјетске владе у смишљеном геноциду против белоруског народа (слично је и са украјинским гладомором).

## Независност
Белоруси су прогласили независност од Совјетског Савеза 27. јула 1990, а међународно је призната као Република Белорусија 25. августа 1991. Управо је у то време на чело белоруског парламента односно Врховног Совјета Белорусије (на тада најмоћнију функцију у држави) дошао Станислав Шушкевич. Шушкевич је заједно са тадашњим новим председником Русије Борисом Јељцином и Украјине Леонидом Кравчуком на састанку у децембру 1991. године и службено објавио распад Совјетског Савеза и оснивање нове Заједнице независних држава са седиштем у Минску.
Од 1994. на челу државе се налази актуелни председник Бјелорусије Александар Лукашенко који је по наводима организације за људска права, последњи европски диктатор који крши права човека, омета слободу и независност медија, врши непосредну цензуру над новинарима, затвара политичке неистомишљенике и спречава развој демократије и плурализма.
Лукашенкова спорна победа на председничким изборима у земљи 2020. довела је до широко распрострањених навода о намештању гласова, што је снажно појачало антивладине протесте, највеће током његове владавине. Демонстранти су се суочили са насилним прогоном од стране власти. У саопштењу Канцеларије за људска права Уједињених нација од 1. септембра наводи се више од 450 документованих случајева мучења и злостављања притвореника, као и извештаји о сексуалном злостављању и силовању. Неколико демонстраната је убијено. Након оспораваних избора, Велика Британија, Европска унија или Сједињене Државе не признају Лукашенка као легитимног председника Белорусије.

## Галерија
- 1340.
- 1370.
- XIV век.
- 1462.
- 1466.
- XV век.
- 1586.
- XVI век.
- 1600.
- 1658.
- 1772.
- 1795.
- 1835.
- 1882.
- 1891.
- 1897.
- 1902.
- 1918.
- 1918.
- 1919.
- 1920.
- 1926.
- 1920—1922.
- 1943.
- 1945.
- 1997.